# Mimomys hordijki
Mimomys hordijki – wymarły, blisko spokrewniony z Lemmiscus, gatunek gryzoni z rodziny chomikowatych. Zamieszkiwał w plejstocenie tereny obecnej Europy, skąd poprzez Azję przeniknął na kontynent amerykański. Gatunek został opisamy przez paleontologów Alexeja S. Tesakova i Thijsa van Kolfschotena na podstawie koplnych szczątków odkrytych w holenderskim Zuurland borehole.